# Stugan
 (décembre 2021).

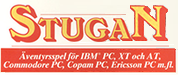
Logo original du jeu vidéo "Gotcha" de Atari.

Stugan (« chaumière » en suédois) est un jeu vidéo d'aventure qui a été initialement mis à disposition en 1978 pour l'ordinateur central DEC-10 Oden à Stockholm, et plus tard publié en 1986 par Scandinavian PC Systems (Visma) pour IBM PC et décliné en suédois, danois, norvégien et anglais. C'est le premier jeu d'aventure suédois accessible au public et l'un des premiers jeux vidéo suédois commercialisé.
Le jeu se déroule dans une chaumière à Småland, en Suède. Le joueur explore l'habitation et ses environs en tapant des commandes simples pour indiquer ce qu'il veut faire ou où il veut aller. Le but est de trouver des objets et d'effectuer certaines actions pour augmenter le score du joueur, tout en évitant les pièges et les personnages ennemis, dans le but ultime d'être intronisé dans une cérémonie finale.
Le jeu est développé dans les années 1970 et 1980 par Viggo Kann, Kimmo Eriksson et Olle Johansson, trois enfants qui avaient joué au jeu Colossal Cave Adventure et voulaient créer un jeu similaire en suédois.
Stugan est initialement une collection de mini-jeux que les trois avaient développés eux-mêmes précédemment, le joueur se déplaçant dans une salle de jeux pour choisir à quoi jouer. Par la suite, trouvant plus amusant de se déplacer dans l'arcade que de jouer aux jeux, les développeurs étendent la zone pour pouvoir l'explorer et suppriment la plupart des petits jeux initiaux.
Plusieurs milliers d'exemplaires de la version IBM PC sont vendus mais malgré cela, les développeurs ne reçoivent pas reçu beaucoup d'argent en dehors des redevances prépayées. Le jeu dispose d'un statut de jeu culte parmi les utilisateurs d'Oden à l'époque.